# Bouwhofmolen
De Bouwhofmolen is een watermolen te Ugchelen (gemeente Apeldoorn) in de Nederlandse provincie Gelderland. De molen maakt gebruik van het water van de Ugchelse beek.

## Geschiedenis
In 1686 wordt de molen voor het eerst genoemd, maar hij is ouder. De molen was niet de enige in de omgeving. In 1747 stonden er op de Bouwhof drie papiermolens. Pas vanaf 1839 komt de naam Bouwhofmolen regelmatig voor als verwijzing naar deze molen.
In 1884 werd het vervaardigen van papier gestopt. De molen werd toen ingericht als wasserijmolen. In 1897 werd er een stoomketel geplaatst, maar het waterrad bleef in gebruik. Na 1930 raakte het waterrad in verval en tussen 1940 en 1945 moet het zijn gesloopt. In 1973 werd de wasserij stopgezet.
De Bouwhofmolen is aangewezen als een gemeentelijk monument. In 2003 heeft men de fundering en het metselwerk hersteld. In 2004 is er een nieuw waterrad geplaatst, met daarbij ook een nieuwe watergoot. In 2005 heeft waterschap Veluwe de molentak uitgegraven zodat er weer water op het rad kan stromen. Het nieuwe waterrad drijft geen werktuigen aan. Langs de beek werd een wandelpad aangelegd, zodat het waterrad te zien is.